# Тшебниці
Тшебниці (пол. Trzebnice) — село в Польщі, у гміні Хоцянув Польковицького повіту Нижньосілезького воєводства.
Населення — 950 осіб (2011).
У 1975-1998 роках село належало до Легницького воєводства.

## Демографія
Демографічна структура станом на 31 березня 2011 року:
|          | Загалом | Допрацездатний вік | Працездатний вік | Постпрацездатний вік |
| -------- | ------- | ------------------ | ---------------- | -------------------- |
| Чоловіки | 464     | 100                | 332              | 32                   |
| Жінки    | 486     | 102                | 298              | 86                   |
| Разом    | 950     | 202                | 630              | 118                  |